# Villeret, Bern
Villeret är en ort och kommun i distriktet Jura bernois i kantonen Bern, Schweiz. Kommunen har 929 invånare (2023).